# Leptotrichum praealtum
Leptotrichum praealtum là một loài rêu trong họ Ditrichaceae. Loài này được Mitt. mô tả khoa học đầu tiên năm 1859.